# Liste der Monuments historiques in Celle-Lévescault
Die Liste der Monuments historiques in Celle-Lévescault führt die Monuments historiques in der französischen Gemeinde Celle-Lévescault auf.

## Liste der Bauwerke
| Bezeichnung              | Beschreibung                       | Standort | Kennzeichnung | Schutzstatus | Datum | Bild |
| ------------------------ | ---------------------------------- | -------- | ------------- | ------------ | ----- | ---- |
| Kirche St-Étienne        | Erbaut im 13. Jahrhundert          | (Lage)   | PA00105372    | Classé       | 1914  |      |
| Kapelle                  | Erbaut um 1200                     | (Lage)   | PA00105370    | Inscrit      | 1968  |      |
| Château de Lavau         | Schloss, erbaut im 15. Jahrhundert | (Lage)   | PA00105371    | Inscrit      | 1935  |      |
| Logis de la Tiffanelière | Erbaut Anfang des 17. Jahrhunderts | (Lage)   | PA86000018    | Inscrit      | 2002  |      |

## Liste der Objekte
- Monuments historiques (Objekte) in Celle-Lévescault in der Base Palissy des französischen Kultusministeriums